# 牛搵水
牛搵水（海陸腔）是一道臺灣客家人的傳統點心，以糯米粄搭配黑糖薑汁製作而成，故又名熝湯糍（海陸腔）。因為外觀像是水牛泡在水裡、只露出頭與背在水面上的樣子，故得名「牛搵水」。

## 命名由來
牛搵水的命名據信是從「牛搵浴」的比喻引申而來。水牛在烈日下拖犁耕田時，皮膚容易被曬傷，故而主人會將田裡的泥漿水澆在牛的身上、牛有時也會將身體浸泡在泥淖中，以緩和被曬的炙熱。這種景象恰似粄食沾著些微的糖膏的模樣，故而命名為「牛搵水」。

## 製作方式
製作牛搵水的過程相對簡單：
1. 首先，將糯米磨成米漿，去除水分後，取部分粄粹來煮熟粄團。
2. 將熟粄團加入本來的生粄團搓揉在一起，成為可使用的粄團。
3. 取一小塊粄團搓揉成湯圓狀。
4. 將粄團拍扁，在粄團中央稍微壓一個凹痕，使其具有特殊的形狀。
5. 接著，將湯圓放入沸水中煮熟，待其浮起後撈起，放入碗中。
6. 最後，舀入黑糖薑汁，並加入花生粒或芝麻粒作為點綴、增添香氣，就是一碗牛搵水了。[4][5]

## 分佈地區
牛搵水可在客家聚落的少數甜品店、飲食店見到，例如桃園龍潭三坑老街上有一家賣了十多年的牛搵水攤，成為該地區假日的限定美食；花蓮市的客家點心店亦有限量販售。牛搵水在秋冬季亦作為節慶美食，如雲林縣林內鄉的林北村客家居民便會於冬至時製作牛搵水。